# Slezská architektura
Slezská architektura zahrnuje stavby postavené ve Slezsku v průběhu staletí a také stavby slezských architektů ve světě. Za slezskou architekturu se považují i budovy postavené na slezském území před rokem 1172. Díky historické, zeměpisné a generační rozmanitosti podléhala slezská architektura mnoha vlivům (převážně z německých zemí).

## Románský sloh (10. století až počátky 13. století).

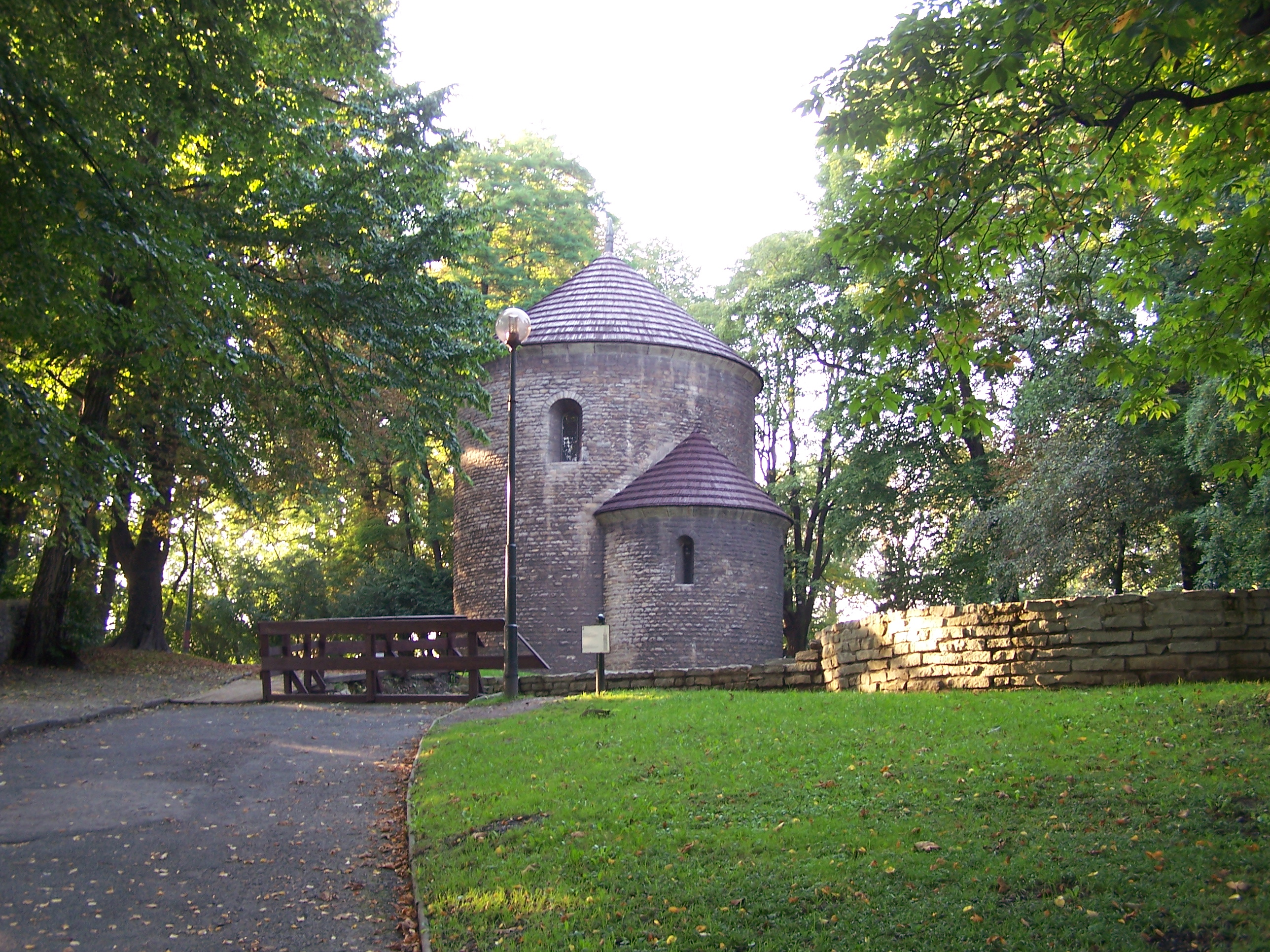
Rotunda románského stylu v polském Těšíně

Románský styl se ve Slezsku začal rozvíjet s příchodem křesťanství; první známou stavbou jsou pozůstatky kostela na Dómském ostrově ve Vratislavi. Další známou budovou je rotunda v polském Těšíně. 12. století znamenalo pro románský sloh velký rozkvět. První kláštery a chrámy byly postaveny ve Vratislavi a Lubiążi. Vylepšení byla převzata ze stavebních stylů z jižního Německa a Meuse.
Výjimečnou památkou této éry jsou katedrála a kostel Benediktýnského řádu ve Vratislavi, které se později staly nejzajímavějšími románskými stavbami ve Slezsku.
Začátek 13. století se vyznačuje velkým zvýšením stavební aktivity způsobeným přílivem německých osadníků (Ostsiedlung). Většina městských kostelů ve Slezsku, stavěných z kamene nebo z cihel, vznikla v této době. Např. ve městech jako Hlohov, Nysa, Jelenia Góra nebo Ziębice. Tyto pozdně románské slezské kostely byly směsí místní, saské a české tradice.

## Gotika (začátek 13. až začátek 16. století).

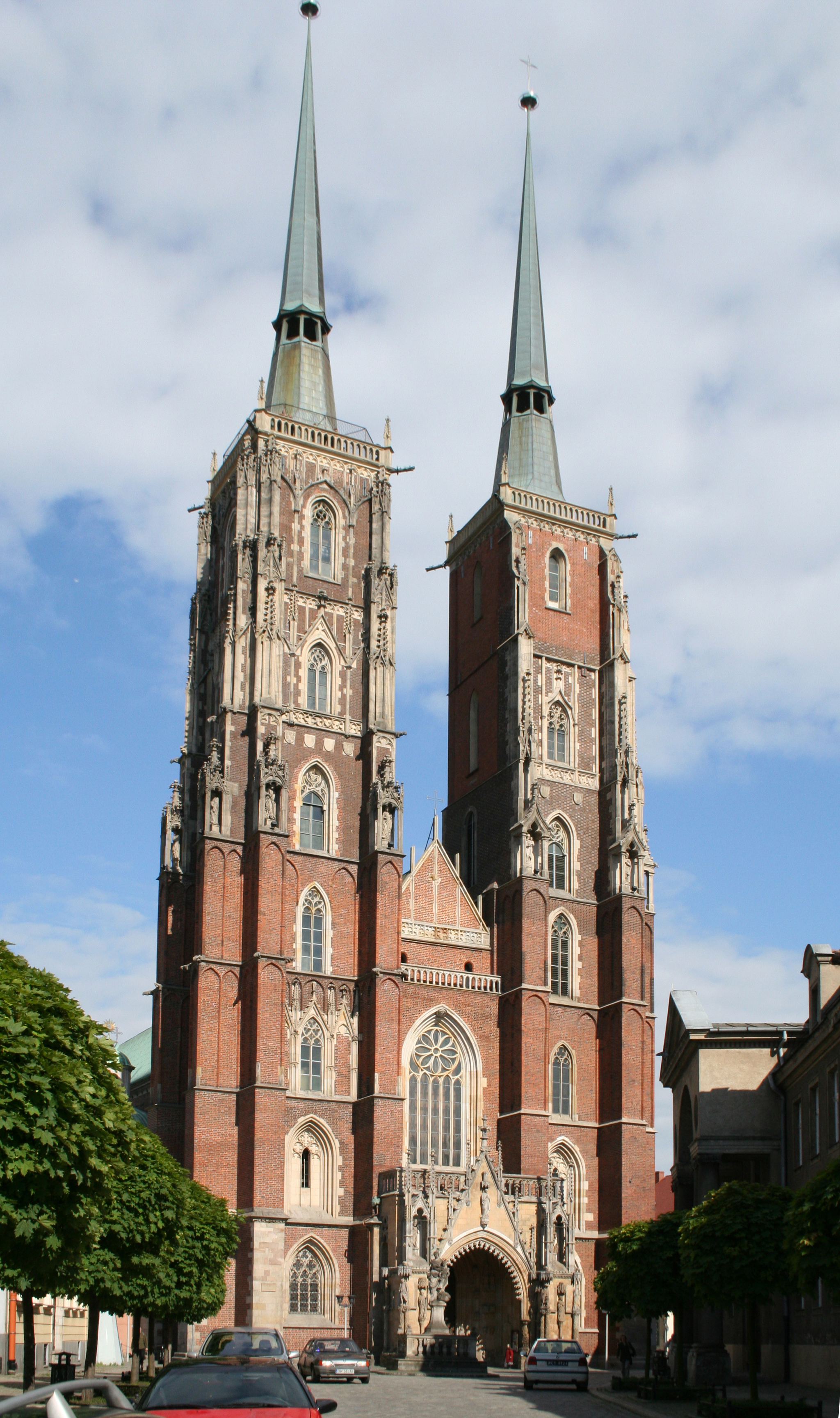
Katedrála ve Vratislavi postavená H. Bertholdem a P. Franzkem mezi léty 1465–1468

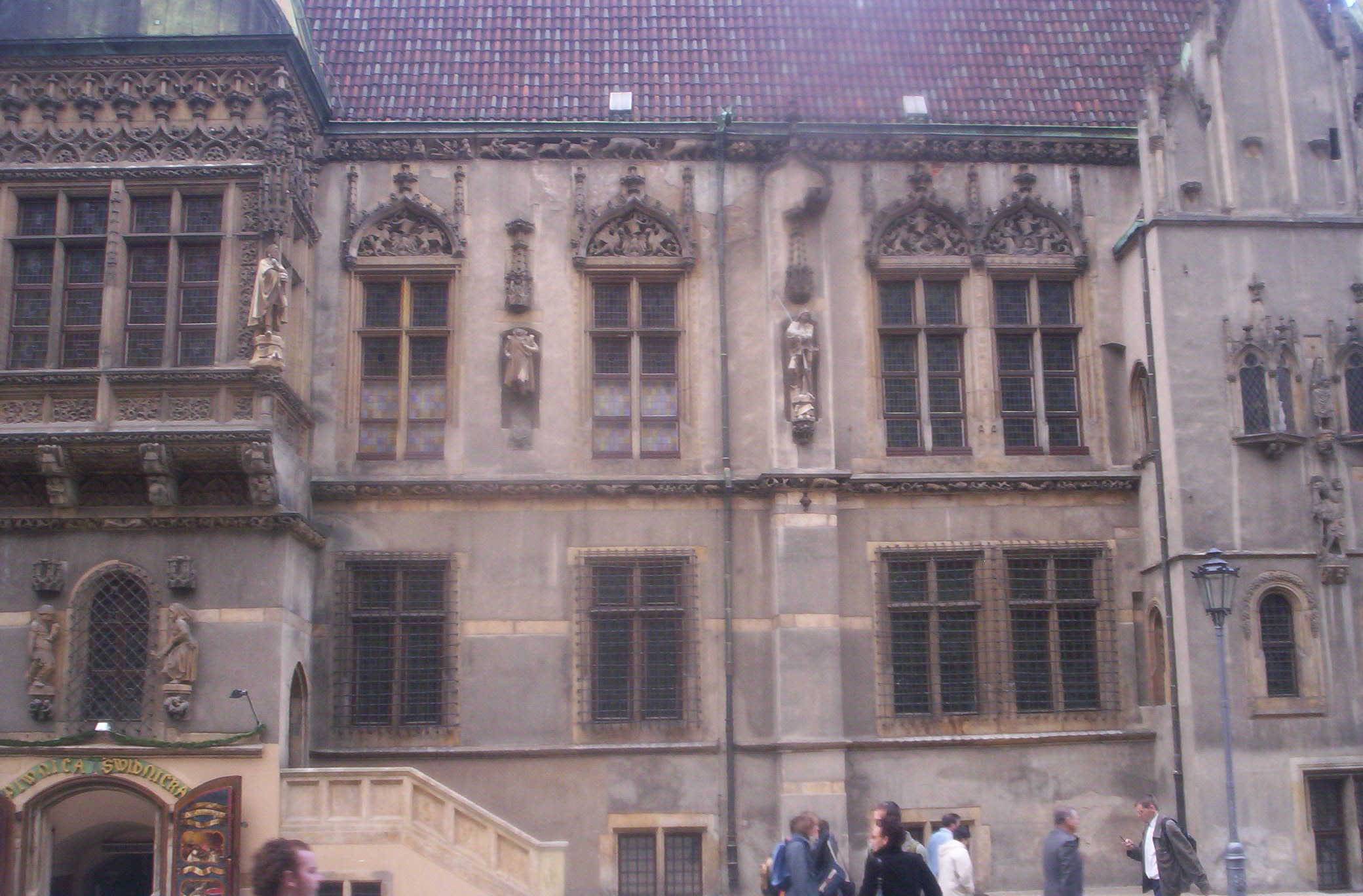
Radnice ve Vratislavi představuje saské a lužické vlivy

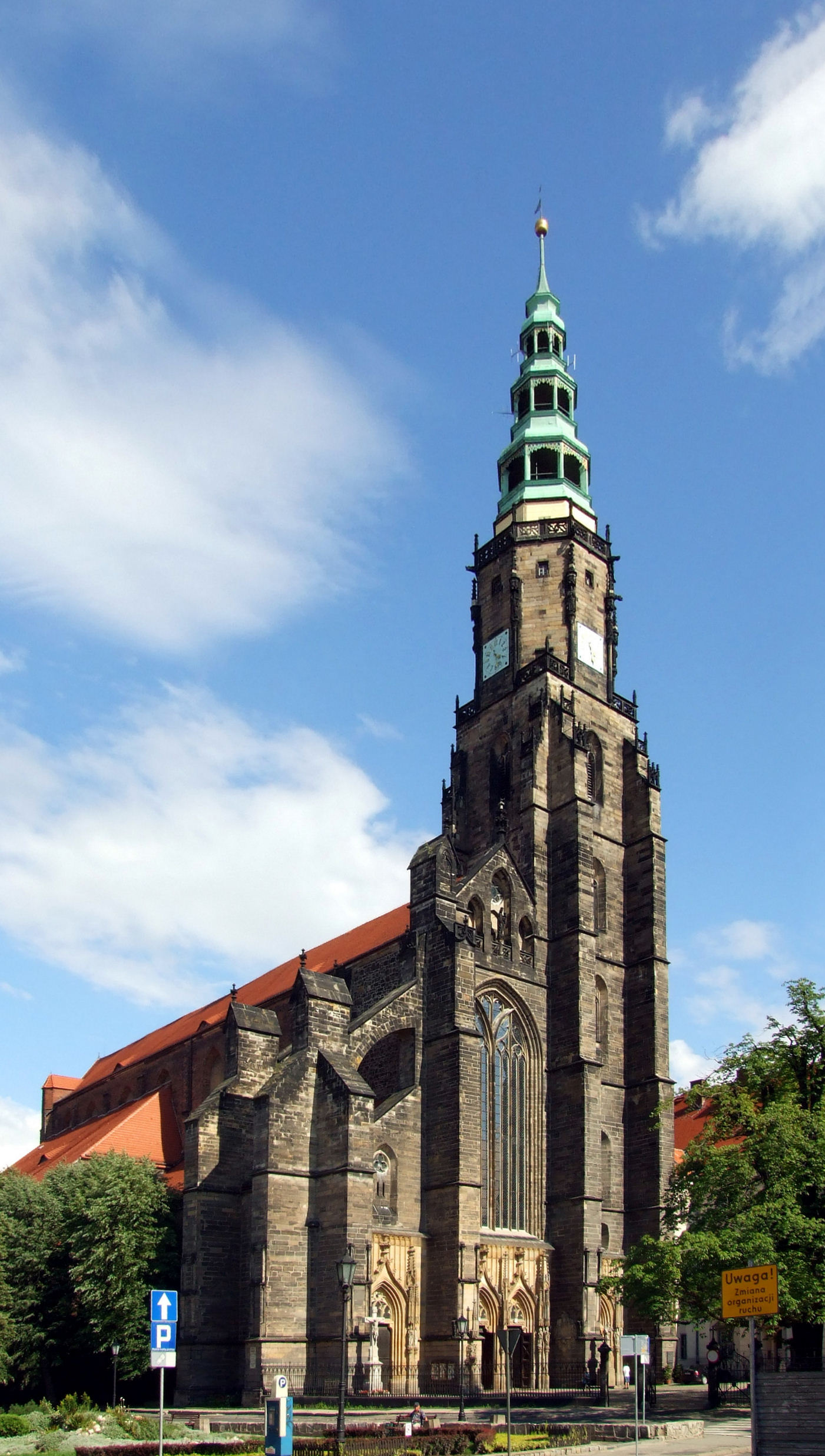
Katedrála ve Svídnici od Lukáše Schleierwebera

Nástup gotické architektury je spojen se stavebními aktivitami cisterciáků pod patronátem Jindřicha I. Bradatého. Charakteristickým rysem gotických budov je kombinace cihlových staveb a kamenné detaily, které byly nejspíše převzaty ze Saska.
Nejdůležitějším stavebním projektem tehdy byla Vratislavská katedrála, která se stala první čistě gotickou stavbou ve Slezsku. Kaple sv. Hedviky v Trzebnici byla další důležitou stavbou této doby. Nejvíce klášterů bylo postaveno ve druhé polovině 13. století, nejzajímavější z nich jsou ve Vratislavi, Hlohově, Brzegu nebo Strzelině. Ve stejné době se objevily první kostely a mezi nejzajímavější patří ty ve Ziębicích a Złotoryji.
Ve 14. století mnoho měst začalo stavět své vlastní velké farní kostely. Dominantní budovy čerpaly z české, moravské, jihoněmecké, a rakouské tradice, smíšené však s místními tradicemi, které preferovaly jednodušší formy. Nejatraktivnějším výtvorem celého 14. století je bazilikální městský kostel. Ačkoliv Slezsko bylo tehdy součástí Českého království, na architekturu nemělo toto spojení velký vliv. Výraznější stavitelské okrášlení lze sledovat jen ve třech kostelech, pravděpodobně všechny postavil Klaus Brynner. Tento dynamický stavební program trval celé 14. století. Na konci století skončily všechny stavební projekty klášterů a s rozšířením husitských válek do Slezska byly stavební aktivity velmi ztíženy. Po roce 1480 došlo ke značně velké změně ve stavitelské historii Slezska. Místní dílny zastupované Hansem Bertholdem nesplnily očekávání a do města byl pozván architekt Paul Preusse ze Saska a Lužice. Na začátku nového století byl nejpozoruhodnější projev tohoto vlivu v západních částech Slezska, kde Konrád Pfluger a Wendel Roskopf ze Zhořelce postavili radnice a kostely ve Lwówku, Bolesławci, Zaháni nebo Grodźci. Později pokračoval v tomto zhořeleckém stylu Lukáš Schleierweber ze Svídnice a vybudoval stavby také v jiných částech Slezska.

## Renesance a manýrismus (počátky 16. – 17. století).

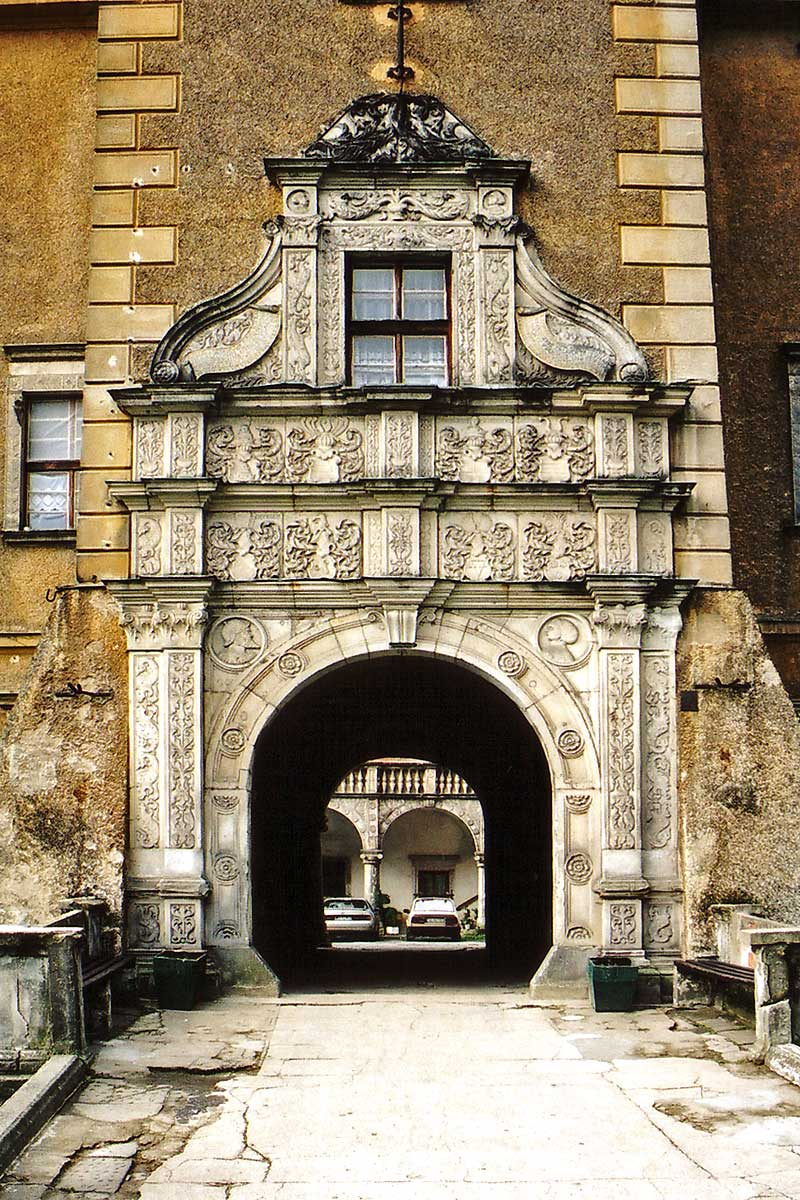
Plakowická brána

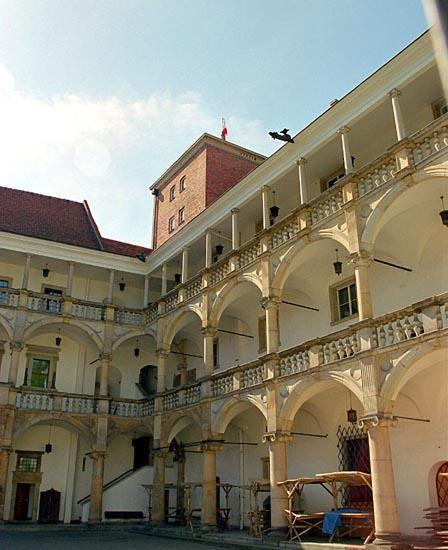
Zámek v Brzegu, jeden z nejlepších příkladů italsky ovlivněné architektury ve Slezsku

Renesanční doba začíná s Johanem V. Thurzem, který představil Slezsku nový styl. Nejstarší zachovalé renesanční budovy jsou dnes ve Vratislavi (Zur Goldenen Krone) a hrad vévody Karla I. von Munsterberg-Oels v Ząbkowicích (dříve Frankenstein). Mnoho gotických budov bylo v té době přestavěno v renesančním stylu, např. hrad ve Wojnowici (Wohnwitz) nebo radnice v některých městech.
Vysoká stavební aktivita ve středověku měla za důsledek mnoho měst s kostely; jen občas byly budovány nové. I v této době byly vybudovány slavné kostely, například kostel sv. Marie v Olavě, postavený Bernhardem Niuronem v roce 1587. Nejvýznamnější stavbou slezské architektury tehdy byl hrad v Brzegu a jeho hradní brána, která je symbolem slezské renesance. Hrad postavil v letech 1544-1570 Franziskus Parr.
Hrad ve Siedlisku (v minulosti Carolath), postavený M. Duckhardtem a V. von Sabischem, byl nejdůležitější památkou pozdně renesanční doby; byl však zničen v roce 1945. Zničených hradů ze stejného období bylo více, například ve městech Niemodlin (v minulosti Falkenberg), Kamienna Góra (Kreppelhof) a Plakowice (Plagwitz).
Styl architektury byl zařazen do stejné skupiny jako u českých a lužických stylů, které byly reprezentovány Wendelem Roskopfem a Hansem Lindenerem. Do roku 1560 převažovaly vlivy italské renesance, ale po roce 1560 přišel na řadu holandský renesanční styl a stavitelé jako Hans Vredeman de Vries. Důležitými představiteli této éry byli Gaspare Cuneo, Gerhardt von Amsterdam a Hans Lucas.
V ryze manýristické architektuře byla ve Slezsku postavena jen kaple v Siedlisku, objednaná Valentinem Von Sabischem. Jeho syn Albrecht vytvořil ještě protestantský kostel, který byl bez věže a postavený v krátkém čase, byla to spíše komerční stavba. Jeho jednoduchost připomíná severoevropský manýrismus.

## Baroko (polovina 17. století až druhá polovina 18. století)

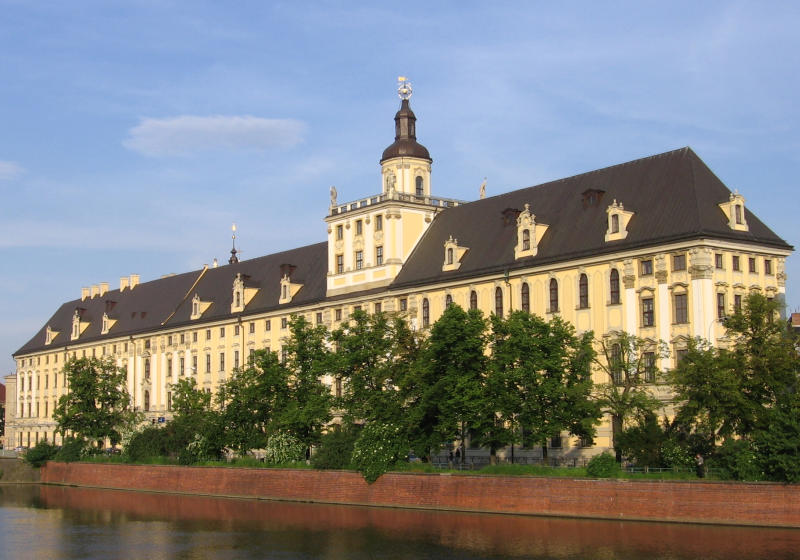
Wroclavská univerzita

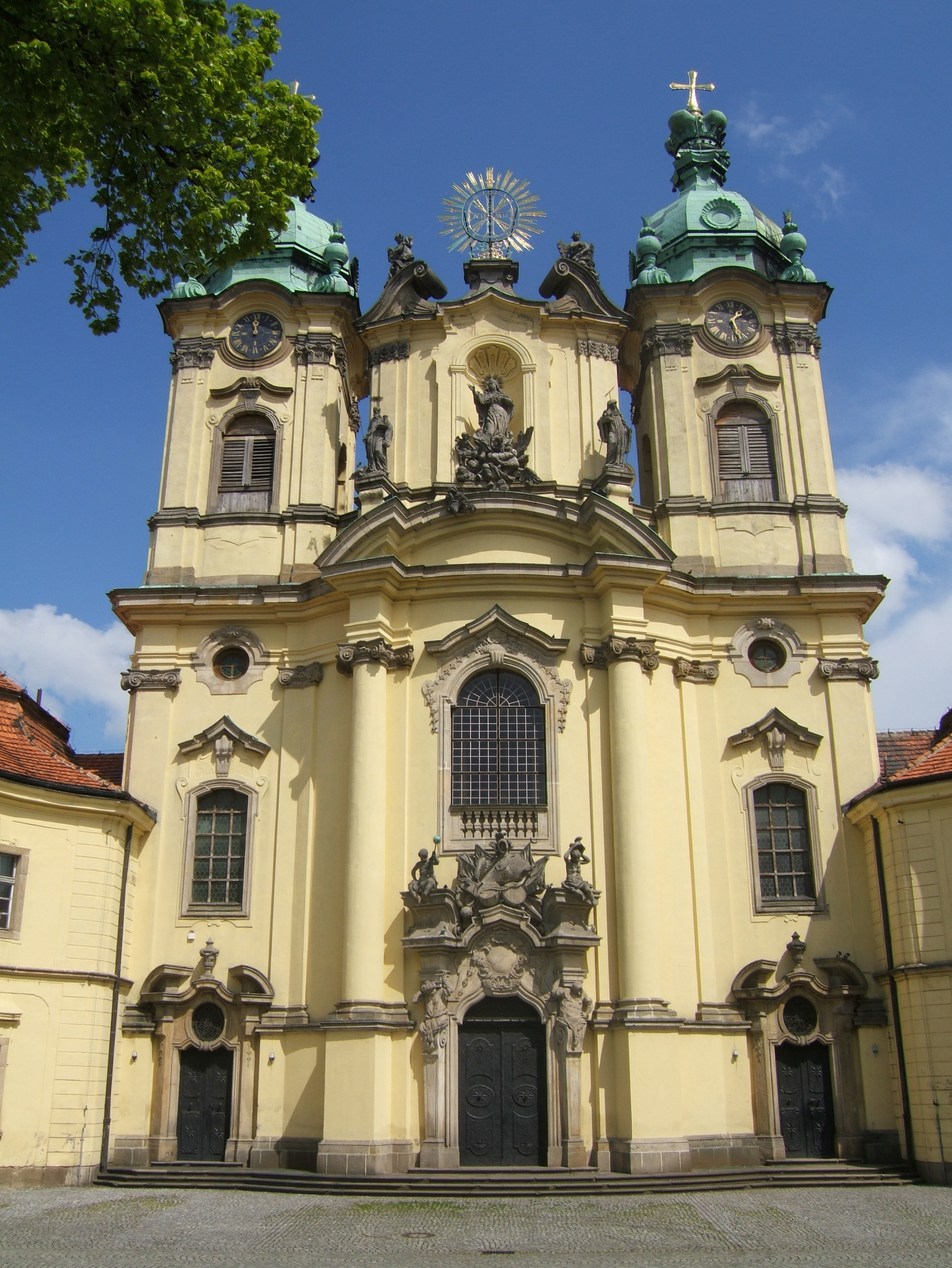
Kostel sv. Hedwiga postaven K. I. Dientzenhoferem v letech 1727-1731

Začátek baroka ve Slezsku je vymezen obdobím mezi třicetiletou a sedmiletou válkou. Impozantními patrony barokní architektury byli biskupové z Vratislavi a to Karl Friedrich von Hessen-Darmstadt a Franz Ludwig von Pfalz-Neuburg. Během jejich padesátileté služby vytvořili mnoho uměleckých projektů a podporovali mnoho umělců. Cisterciácké kláštery a jejich velký majetek působily jako intelektuální a umělecká centra, zároveň tak cisterciácké opatství používalo umění jako nástroj prezentace svého postavení.
Ve Slezsku v době baroka byli u moci Piastovci a po jejich vymření přišli na menší část Slezska Habsburkové. Ještě než Piastovci ztratili moc, postavili Piastovské mausoleum v Lehnici na památku dynastie. Raná doba baroka (1640-1680) byla vyznačována značnou aktivitou italských pánů.
Evropsky důležité protestantské kostely byly v Glogówě (Hlohov), Jaworu (Javorník) a Swiednici (Svídnice). Postavil je vojenský inženýr Albrecht von Sabisch z Vratislavi. Kostely měly být postaveny ze zdí bez kamenů a bez věže. Výsledkem byly kostely, které byly postaveny podle holandských a francouzských příkladů, ale s místními vlivy. Druhou variantou protestantských kostelů byly tzv. „okrajové kostely“, jednoduché budovy zhotovené z levných materiálů, lokalizované na okraji Slezska či v okolních zemích.

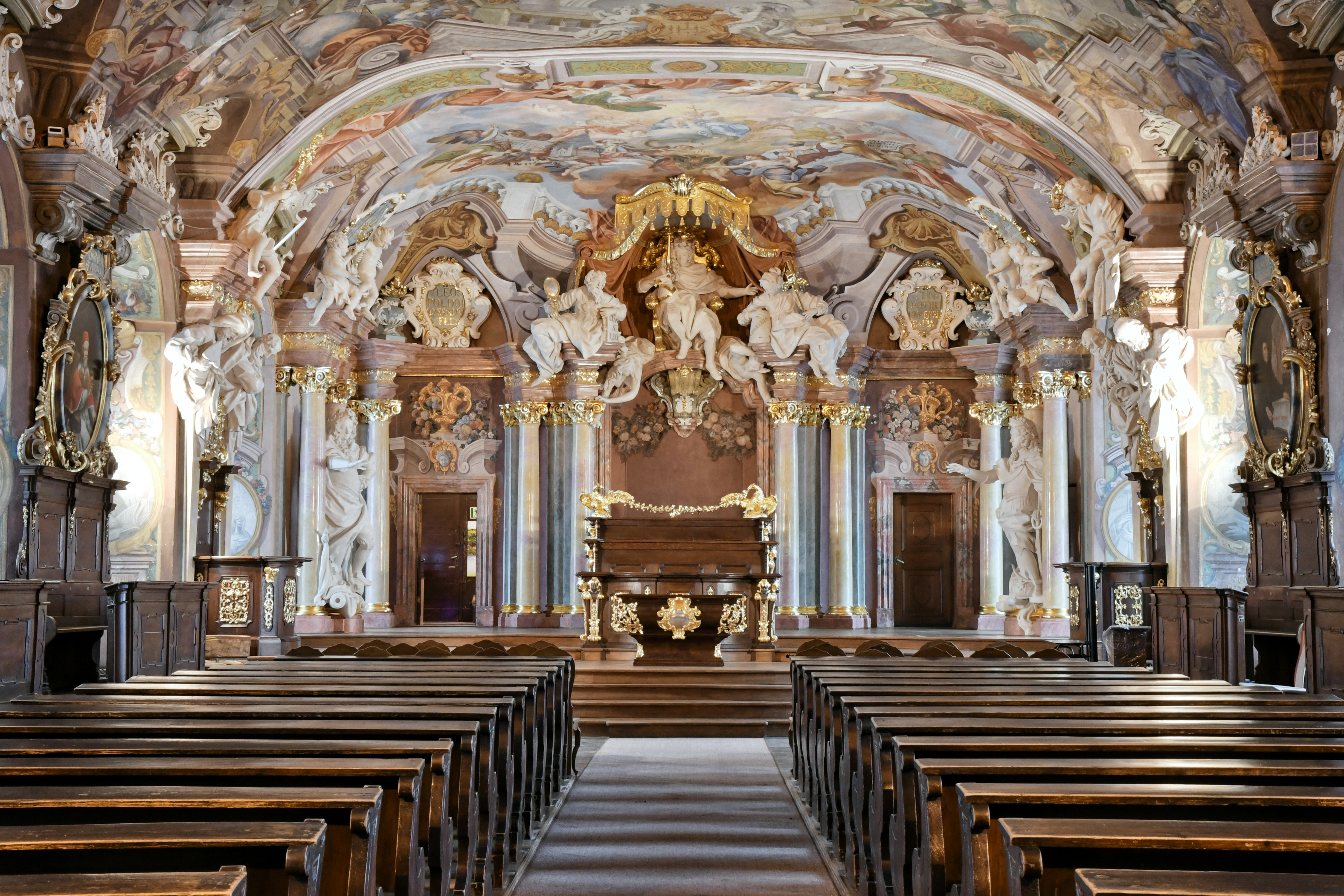
Vratislavská univerzita

Mezi rokem 1680 a 1740 vstoupilo Slezsko do barokního blahobytu. Palác v Suhlau, postavený v roce 1680 byla první budova provedená se všemi slohovými prvky barokního období. Rodina Althans vybudovala několik paláců ve Wolfelsdorfu a Mittelwalde, Konrád Ernst Maximilian von Hochberg rozšířil hrad ve Furstensteinu (1718–1725). Za deset let zvětšil Martin Frantz palác v Chocianově a vytvořil jednu z nejjemnějších barokních zahrad ve Slezsku.
V roce 1680 byla účast na bohoslužbách v katedrále ve Vratislavi nejvýznamnějším dovozem italského božského vnuknutí baroka a zároveň poslední významnější práce uskutečněná Italy. Za 30 let Johann Bernhard Fischer von Erlach vytvořil přívěsek kaple, která už předpovídala neoklasické myšlenky. Prvním kostelem českého barokního stylu byl jezuitský kostel v Lehnici postavený Christophem a Kiliánem Ignázem Dientzenhoferem mezi léty 1714 a 1727. Byly také postaveny kostely podobající se stockholmským kostelům, například Hirschberg a Landeshut od Martina Frantza.

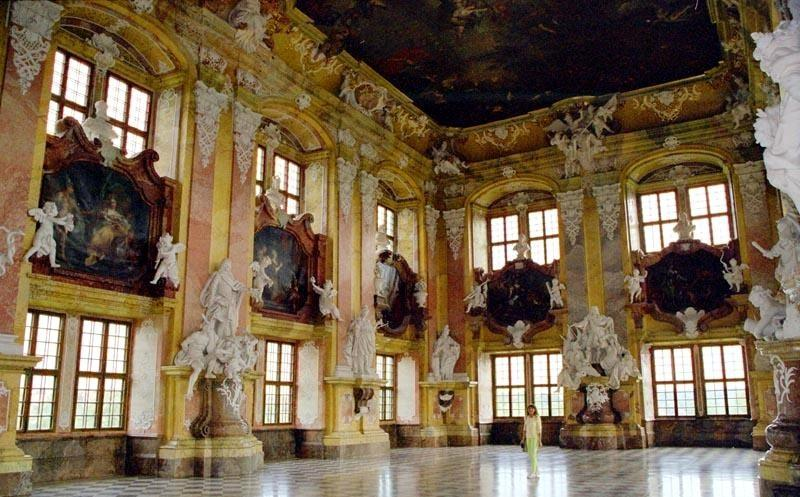
Obrazy od Ph. Chr. Bentum, skulptury Fr. J. Mangoldt a omítky I. A. Provisore 1735-1737

Zabrání Slezska Pruskem označuje začátek konce barokní doby ve Slezsku. Orientace politického i uměleckého centra směrem k Berlínu přinesla změny v organizaci stavebních aktivit. Noví umělci z Pruska zastupovali umírající slezské umělce (Tausch † 1731, Peintner † 1732, Hackner † 1741, Frantz † 1742, Frisch † 1745).
Mezi první a druhou slezskou válkou se stavěla hlavně opevnění a kasárny. Města jako Cosel, Brieg, Vratislav, Hlohov, Nysa a Swiednice byla převedena na pevnosti. Nejprestižnějším projektem byla stavba hradního kostela ve Vratislavi, který byl později přetvořen Carlem Gotthardem Langhansem a stal se modelem všech pozdějších klasických protestantských kostelů.

## Neoklasicismus

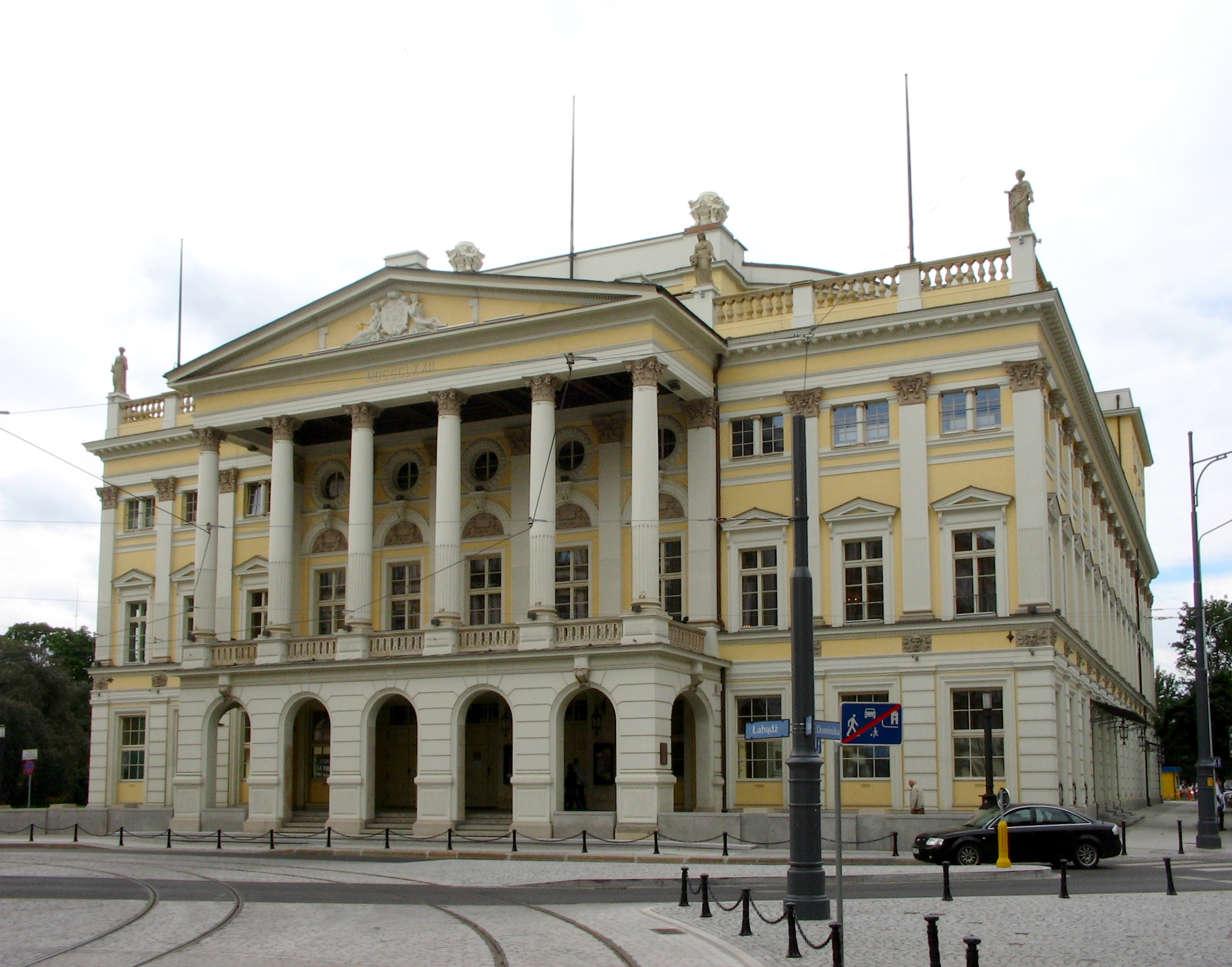
Divadlo ve Vratislavi od Karla Ferdinanda Langhanse (1839-41)

Po Hubertusburské smlouvě natsala dlouhá fáze politické a úsporné stabilizace, která vedla ke stavebním aktivitám, jež trvaly až do porážky Pruska v roce 1806. Zničená města byla přestavěna, Horní Slezsko se stalo industriálním místem a bylo zde postaveno mnoho pevností. V roce 1775 bylo Slezsko rozčleněno na dvě oddělené stavební oblasti, které byly pod vedením zcela nezávislých hlavních stavbyvedoucích (tzv. Oberbaudirektoren). Důležitějším z nich byl Karl Gotthard Langhans, který vyvinul unikátní neoklasický styl, který byl známý po celé Evropě.
V této době se stavělo nejvíce protestantských kostelů. Po roce 1763 začalo mnoho malých skromných kostelů z minulosti postupně chátrat, ale začaly se stavět nové monumentální kostely. Slavnými architekty navrhujícími kostely v této době byli například J. M. Pohlmann a K. G. Langhans. Stavební aktivity katolických kostelů stagnovaly až do poloviny 19. století.
Rezidenční architektura mezi 1740 a 1806 byla značně pozměněna co se týče stylů a typů. Městské paláce se už stavěly jen zřídka. Nejdůležitějším byl velký taneční sál ve vratislavském paláci, jedné z prvních neoklasicistních budov v Evropě. Užitek z budov měla spíše veřejnost, šlo hlavně o nemocnice a chudobince. Se začátkem industrializace Horního Slezska byla naplánována celá řada budov všech druhů.
Ve Slezsku působila nová pruská administrativa a každý stavební projekt musel být nadále pod stavebním dozorem, který byl pod kontrolou královského policejního prezídia. Každé město mělo svého architekta a stavební delegaci, která ovládala technické aspekty každého projektu. Tyto principy byly v platnosti až do roku 1900.
Po pozitivních výsledcích z roku 1820 se stalo nové období stavební aktivity. Většina těchto aktivit byla nyní uskutečněna ve městech, která se stávala obrazem Slezska. Bylo postaveno přes deset divadel, domy pro různé spolky, školy, nemocnice nebo také azyly. Umělecké centrum Slezska bylo ve Vratislavi. Nejdůležitějším slezským architektem až do roku 1840 byl Karl Ferdinand Langhans, syn Karla Gottharda. Začaly se vyvíjet nové typy nájemních domů, které vlastnilo bohaté měšťanstvo, žijící ve velkých vilách v okolí měst.

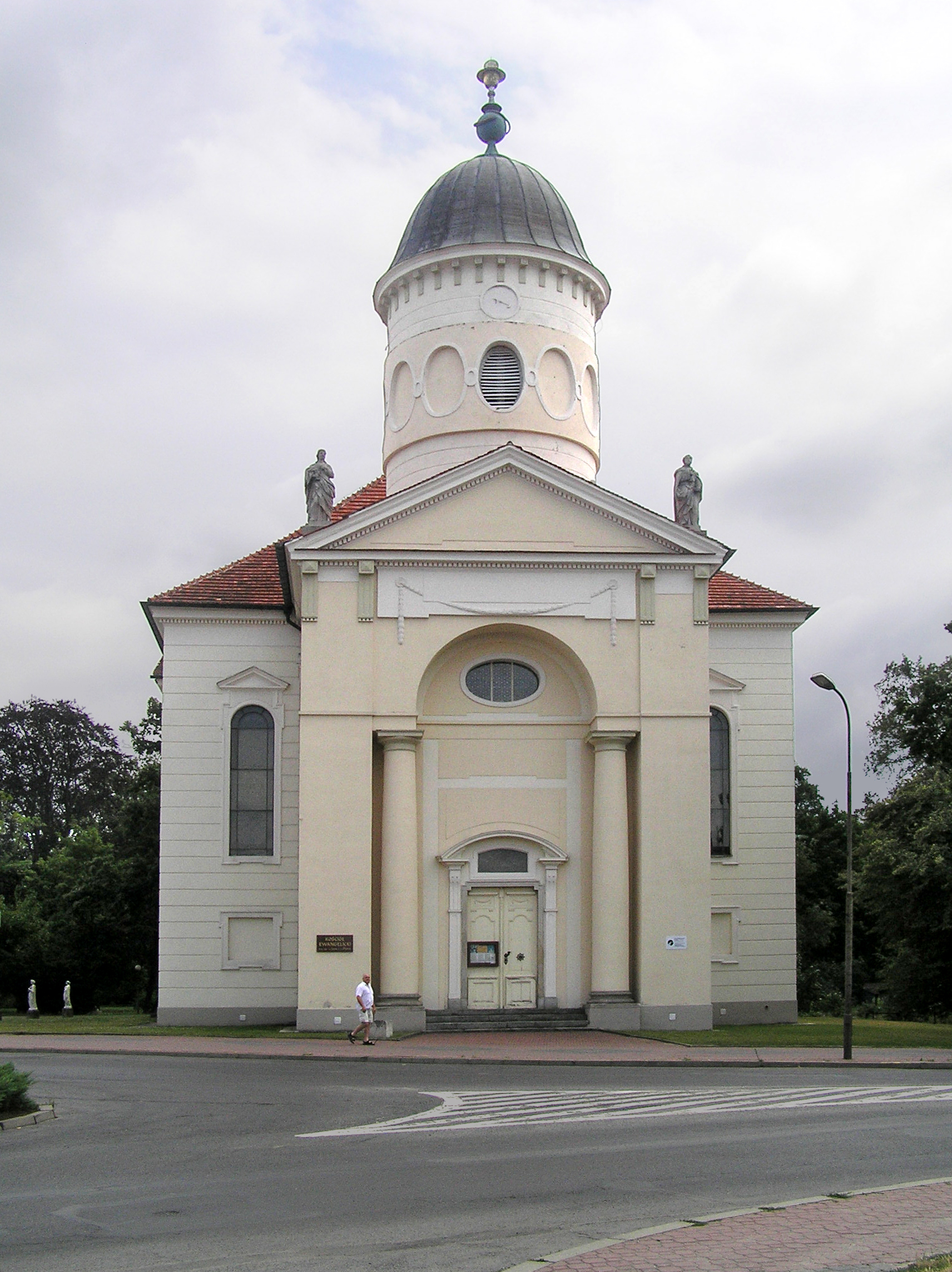
Neoklasicistní kostel K. G. Langhanse (1785)

Architektura tehdy byla širokou směsí několika neoklasických stylů. Zcela nový historismus začal stavbou paláce v Kamenici – letního sídla pruského krále, jehož autorem byl Karl Friedrich Schinkel. Začaly se zakládat městské parky a pěstovat městská zeleň, první takto vytvořený park ve městě byl roku 1807 ve Vratislavi.
Čtvrtá dekáda 19. století byla přelomem v historii slezské architektury. Fridrich Vilém IV. nastoupil na trůn v roce 1840, Karl Friedrich Schinkel zemřel v 1841 a Karl Ferdinand Langhans byl nakonec přesunut do Berlína. Slezská architektura byla stále více spojována s Berlínem. Neorenesance byla přijata ve dvou variantách – italská a severoněmecká. Německá renesance byla užívána hlavně pro státní budovy, například pošty. Paláce a budovy samosprávy byly často postaveny v nových barokních formách, kdežto novorománský styl nebyl ve Slezsku příliš populární.
Odjezd Karla Ferdinanda Langhanse způsobil mezeru, kterou bylo potřeba vyplnit a tak přijel do Slezska architekt z Berlína. Až do roku 1914 bylo mezi architekty jakési soupeření, na jedné straně architekti ze Slezska a na druhé straně architekti z Berlína. Společné a soukromé stavební projekty byly uskutečňovány slezskými architekty s prosazovanou místní tradicí, kdežto státní stavební projekty ovládali architekti z Berlína, kteří stavěli bez slezské charakteristiky. Země (podle krále) měla být reprezentativní a proto se stavělo mnoho administrativních budov (úřady, archivy…), soudů, policejních stanic, vězení a akademií. Král nechal také postavit mnoho kostelů. Největší katolické kostely byly zejména v Horním Slezsku.
V roce 1883 byla vytvořena funkce biskupského stavebního úředníka, prvním byl jmenován Josef Ebers. Nezabýval se však pouze kostely, měl na starosti také nemocnice, školy a mnoho jiných budov. V 19. století bylo postaveno přibližně 2000 institucí pro protestanty a katolíky.
Díky pruským reformám z 19. století se stalo měšťanstvo dominantní skupinou a nahradilo patriciáty, kteří částečně odcházeli investovat do industrializační zóny v Horním Slezsku. Měšťanstvo se také stalo nejpřednějším patronem a odběratelem umění a zahájilo budování mnoha divadel, muzeí nebo galerií, navíc také podporovalo budování parků ve městech. Postavení mnoha nájemních domů vedlo k prudkému růstu měst. Ve stejnou dobu probíhalo dělení měst na centra a předměstí, toto probíhalo pouze v Dolním Slezsku. Většina měst v Horním Slezsku měla centrum tvořené několika ulicemi a předměstí tvořily roztroušené domy v okolí. Opakem industrializovaného Horního Slezska bylo Dolní Slezsko (hlavně v sudetském horském pásmu), kde bylo mnoho lázní. Začaly se zde stavět železniční tratě a lázeňské hotely a v okolních městech byl volný prostor pro architektonickou práci, které se ujímali architekti převážně z Vratislavi.